# چاللو بادیانلو
چاللو بادیانلو (چاللو نصیرپور)، روستایی از توابع بخش سراجو شهرستان مراغه در استان آذربایجان شرقی ایران است.

## جمعیت
این روستا در دهستان قوری‌چای غربی قرار دارد و براساس سرشماری مرکز آمار ایران در سال ۱۳۸۵، جمعیت آن ۱۳۳ نفر (۳۰خانوار) بوده‌است.